# ماري جيان ميكائيليان
ماري جيان ميكائيليان مواليد 3 مارس 1984 في لوزان، هي لاعبة كرة مضرب سويسرية أرمنية (حيث أن والدها أرمني) سابقة بدأت مسيرتها كمحترفة سنة 2001 وكانت تلعب باليد اليمنى، اعتزلت اللعب في 2010. أعلى تصنيف لها في الفردي كان 33.

## النهائيات

### الفردي: 4 (1-3)
| الحصيلة | الرقم | التاريخ        | الدورة              | الأرضية  | المنافس        | النتيجة       |
| ------- | ----- | -------------- | ------------------- | -------- | -------------- | ------------- |
| الوصافة | 1.    | 5 أغسطس 2001   | بازل، سويسرا        | ترابية   | أدريانا جرسي   | 4–6, 1–6      |
| الفوز   | 1.    | 16 يونيو 2002  | طشقند، أوزبكستان    | صلبة     | تاتيانا بوتشيك | 6–4, 6–4      |
| الوصافة | 2.    | 22 سبتمبر 2002 | كيبيك سيتي, كندا    | صلبة (i) | إيلينا بوفينا  | 3–6, 4–6      |
| الوصافة | 3.    | 5 يناير 2003   | عولد كوست، أستراليا | صلبة     | ناتالي ديتشي   | 3–6, 6–3, 3–6 |

## روابط خارجية
- ماري جيان ميكائيليان على موقع IMDb (الإنجليزية)
- ماري جيان ميكائيليان على موقع رابطة محترفات التنس (الإنجليزية)
- ماري جيان ميكائيليان على موقع الاتحاد الدولي لكرة المضرب (الإنجليزية)
- ماري جيان ميكائيليان على موقع كأس بيلي جين كينغ (الإنجليزية)
- ماري جيان ميكائيليان على موقع خلاصة التنس.كوم (الإنجليزية)